# نيكولاي تسيفيتكوف
نيكولاي تسيفيتكوف (بالبلغارية: Николай Цветков)‏ هو لاعب كرة قدم بلغاري في مركز الوسط، ولد في 10 أغسطس 1987 في فيدين في بلغاريا. لعب مع سسكا صوفيا ونادي سبارتاك بليفين ونادي ليتكس لوفتش.

## وصلات خارجية
- نيكولاي تسيفيتكوف على موقع قاعدة بيانات كرة القدم.إي يو (الإنجليزية)